# Rafael Chávez Rodríguez
Rafael Chávez Rodríguez (León de Los Aldama; 4 de agosto de 1952-San Miguel de Allende; 7 de diciembre de 1996), también conocido con el apodo de Chepe, fue un futbolista mexicano que jugó en el mediocampo ofensivo.

## Selección nacional
Entre 1974 y 1977 hizo un total de 13 apariciones con la selección de México, en el que consiguió tres goles; marcó el 6 de enero de 1976 contra Hungría (4-1), el 1 de febrero de 1977 contra Yugoslavia (5-1) y el 15 de octubre de 1977 contra Surinam (8-1).

### Participaciones en Campeonatos Concacaf
| Copa                                       | Sede   | Resultado | Part. | Goles |
| ------------------------------------------ | ------ | --------- | ----- | ----- |
| Campeonato de Naciones de la Concacaf 1977 | México | Campeón   | 3     | 1     |

## Clubes
| Club                | País   | Año       |
| ------------------- | ------ | --------- |
| León                | México | 1969-1976 |
| U. de G.            | México | 1976-1982 |
| León                | México | 1982-1983 |
| Unión de Curtidores | México | 1983-1984 |

## Palmarés

### Títulos nacionales
| Título               | Equipo | País   | Año     |
| -------------------- | ------ | ------ | ------- |
| Torneo de Copa       | León   | México | 1970-71 |
| Campeón de Campeones | León   | México | 1970-71 |
| Torneo de Copa       | León   | México | 1971-72 |
| Campeón de Campeones | León   | México | 1971-72 |

### Títulos internacionales
| Título                                | Equipo (*)               | País   | Año  |
| ------------------------------------- | ------------------------ | ------ | ---- |
| Campeonato de Naciones de la Concacaf | México                   | México | 1977 |
| Copa de Campeones de la Concacaf      | Leones Negros de la UdeG | México | 1978 |

(*) Incluyendo la selección.

### Distinciones individuales
| Distinción                                            | Año     |
| ----------------------------------------------------- | ------- |
| Mejor jugador de la Primera División de México        | 1975-76 |
| Mejor medio ofensivo de la Primera División de México | 1975-76 |